# Eriksgeschlecht
Das Eriksgeschlecht war eines der beiden Adelsgeschlechter, die von etwa 1130 bis 1250 die königlichen Machthaber in Schweden stellten. Der Name des Geschlechtes kommt von seinem ersten König, Erik Jedvarsson dem Heiligen. Die gegnerische Seite wurde Sverkergeschlecht genannt.
Könige aus dem Eriksgeschlecht:
- Erik Jedvarsson der Heilige
- Knut Eriksson
- Erik Knutsson
- Erik der Lispelnde und Lahme Eriksson